# ديف سميث (لاعب هوكي الجليد)
ديف سميث هو لاعب هوكي الجليد كندي، ولد في 21 نوفمبر 1968 في Arthur, Ontario ‏ في كندا.

## وصلات خارجية
- ديف سميث على موقع EliteProspects.com (الإنجليزية)
- ديف سميث على موقع HockeyDB.com (الإنجليزية)